# Adriana Krnáčová
Adriana Krnáčová (* 26. září 1960 Bratislava) je manažerka a politička. V letech 2014 až 2018 byla primátorkou a zastupitelkou hlavního města Prahy, mezi lety 2015 až 2020 byla členkou hnutí ANO. Od března do listopadu 2014 zastávala funkci náměstkyně ministra vnitra ČR. V letech 2001 až 2007 byla výkonnou ředitelkou české pobočky mezinárodní organizace Transparency International.

## Život
Narodila se roku 1960 v Bratislavě. Jako rodné jazyky uvedla slovenštinu, maďarštinu po matce a němčinu po otci.
Vystudovala vědu o výtvarném umění a jazyky na Filozofické fakultě Univerzity Komenského v Bratislavě. Za komunistického režimu[zdroj⁠?!] absolvovala kurz analýzy a implementace strategií na Michiganské univerzitě ve Spojených státech amerických a na DePaul University v Chicagu získala titul Master of Business Administration (MBA).
V letech 1991 až 1995 byla ředitelkou Soros Center for Contemporary Arts (Sorosova centra pro současné umění) v Bratislavě. V roce 1995, kdy se rozešla s manželem, opustila Slovensko a začala žít v Praze. Navázala vztah s galeristou Jiřím Švestkou, s nímž mezi lety 1995 až 2000 spoluvlastnila firmu pro prodej a propagaci umění Makum.

### Transparency International
V roce 2000 začala pracovat pro českou pobočku Transparency International. Nejdříve působila na pozici konzultantky a od roku 2001 zastávala funkci výkonné ředitelky. V dubnu 2007 byla Transparency International podezřelá ze zpronevěry státní dotace v souvislosti s pořádáním Mezinárodní protikorupční konference ve dnech 8. až 11. října 2001. Policie vyšetřovala, jak organizace naložila s třicetimilionovou dotací, resp. půjčkou, kterou jí poskytlo ministerstvo financí. Šlo o bezúročnou půjčku. Organizace vrátila ministerstvu jen 14 a půl milionu Kč. Ředitelka Krnáčová tehdy uvedla, že „Okolnosti případu, především pak jeho načasování, nás proto vedou k důvodným obavám, že cílem trestního oznámení je diskreditovat vytrvalou snahu o důsledné odhalovaní případů korupce, zejména korupce politické.“ Následně k 1. lednu 2008 odešla Adriana Krnáčová z vedení organizace a nahradil ji David Ondráčka, který do té doby v organizaci pracoval jako projektový manažer. Dne 31. srpna 2005 občanské sdružení TIC – Transparency International zaniklo a bylo nahrazeno Transparency International – Česká republika, o.p.s.

### Další působení
V letech 2007 až 2009 byla zaměstnána jako ředitelka komunikace a členka vedení v české pobočce společnosti Johnson & Johnson a v letech 2009 až 2014 byla jednatelkou a majitelkou firmy BlueOceanSolutions.
V rámci neziskového sektoru a charity se Krnáčová angažuje jako předsedkyně správní rady Českého zdravotnického fóra (od 2008), zakladatelka a členka výboru obecně prospěšné společnosti Veřejnost proti korupci (od 2012), předsedkyně správní rady obecně prospěšné společnosti Zaostřeno (od 2013), zakladatelka a předsedkyně výboru občanského sdružení Zdravé Česko (od 2013) a zakladatelka a členka výboru občanského sdružení Vraťte nám stát! (od 2013).

### Spisovatelka
Po tom, co Krnáčová skončila ve funkci primátorky Prahy, začala psát knihy. První vyšla v srpnu 2020 pod názvem Zpupnost. Děj měl popisovat fiktivní detektivní příběh založený na jejím působení v primátorském křesle. Hlavní postavou se stal primátor v opozici proti zločincům a zároveň i proti své vlastní politické straně.

## Politické působení
Dne 14. března 2014 ji ministr vnitra ČR Milan Chovanec jmenoval svou náměstkyní pro veřejnou správu a legislativu. Ve funkci skončila na konci listopadu 2014.

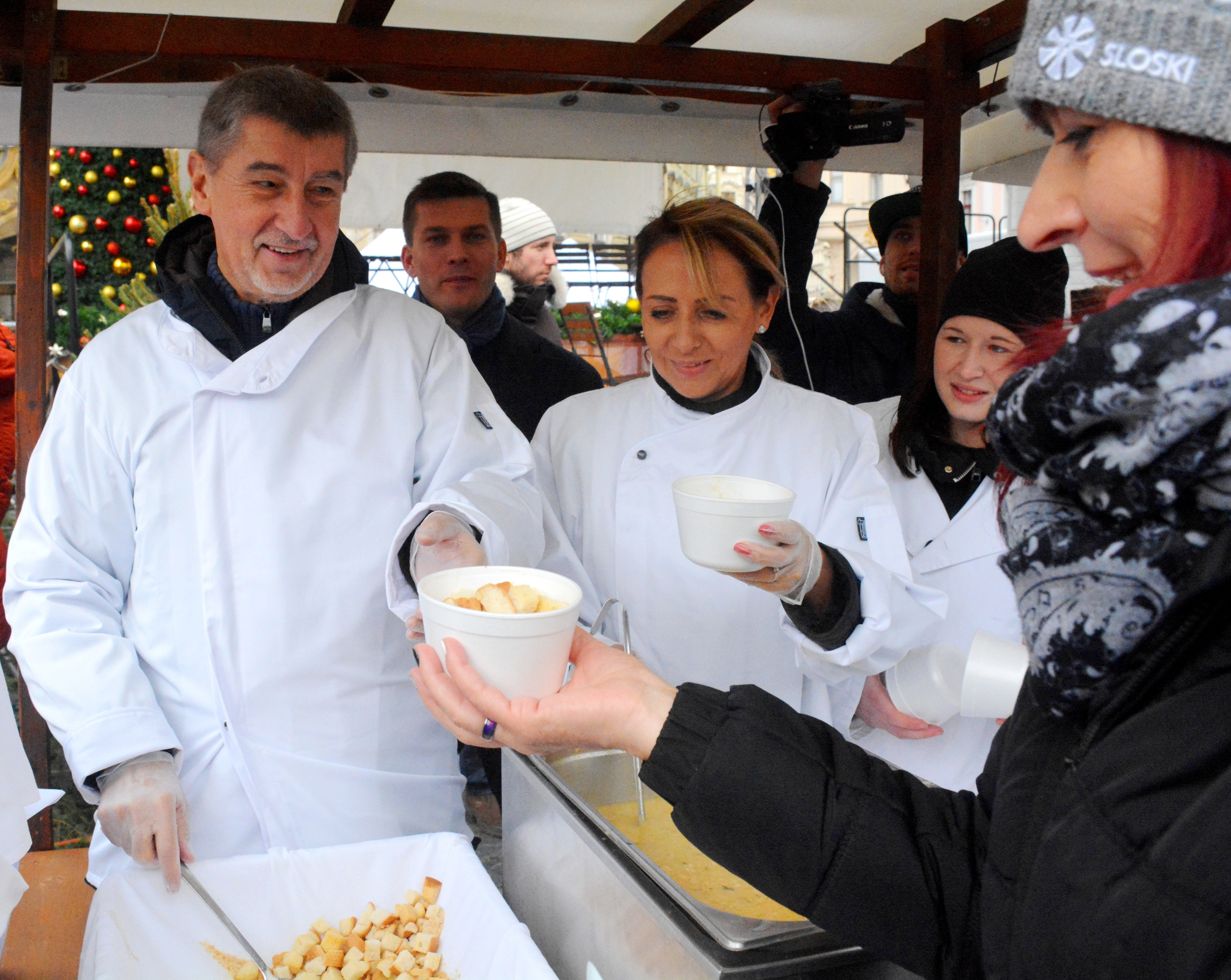
Adriana Krnáčová a Andrej Babiš při rozdávání rybí polévky na Štědrý den roku 2017 v Praze na Staroměstském náměstí.

### Primátorka Prahy
V komunálních volbách v roce 2014 byla zvolena zastupitelkou hlavního města Prahy, když vedla jako nestranička kandidátku hnutí ANO. Vzhledem k tomu, že ANO volby v hlavním městě vyhrálo (22,08 % hlasů, 17 mandátů) a uzavřelo koalici s Českou stranou sociálně demokratickou a tzv. Trojkoalicí (tj. se Stranou zelených, KDU-ČSL a STAN), byla Adriana Krnáčová dne 26. listopadu 2014 zvolena primátorkou hlavního města Prahy. Získala 33 hlasů od 62 přítomných zastupitelů. Krnáčová se stala první ženou v této funkci. Protože Krnáčová není rodilou českou mluvčí, začala se po zvolení primátorkou zdokonalovat v českém jazyce.
V lednu 2015 podala přihlášku do hnutí ANO. O několik týdnů později se členkou hnutí stala.
V březnu 2015 na sebe upozornila výroky o tunelu Blanka, když prohlásila do médií, že „za problémy s tunelem může nějaký debil“. Později řekla, že „debilů bylo více“, a také prohlásila, že „pražská politika je spiknutí kokotů“. V létě 2015 se dostala do sporů se svým náměstkem Matějem Stropnickým, kvůli čemuž jí v srpnu téhož roku hrozilo odvolání z funkce, když jí předsednictvo pražské organizace ANO a zastupitelský klub vyslovily nedůvěru (navíc jí spolustraníci vyčetli špatnou komunikaci a manažerská pochybení). Nakonec se jí ale zastalo vedení strany a ve funkci zůstala.
V březnu 2018 způsobila rozruch výrokem, že pražští občané jsou zpovykaní. Řekla ho při rozhovoru, konkrétně k otázce, jak je na tom doprava v Praze, srovnávala ji s ostatními městy. V polovině dubna 2018 pak oznámila, že nebude v komunálních volbách na podzim 2018 vůbec kandidovat a v politice skončí. Zůstala jen řadovou členkou ANO. Jako důvod uvedla vyčerpání a snahu věnovat se více rodině. Navíc se dle svých slov považovala za krizovou manažerku a nejhorší problémy města prý vyřešila. Dne 15. listopadu 2018 ji ve funkci vystřídal Zdeněk Hřib z České pirátské strany.

### Návrat do politiky a konec v ANO
V říjnu 2019 Krnáčová oznámila, že se do politiky vrací. Stala se novou místopředsedkyní ANO na Praze 6. V rozhovoru na začátku roku 2020 prohlásila, že předseda ANO Andrej Babiš není dobrým lídrem, protože nestojí za svými lidmi a navíc prokazatelně lže. Uvedla, že s Babišem odmítla komunikovat, a že v ANO stále zůstává, protože chce být opozicí uvnitř strany. V březnu 2020 v hnutí ANO skončila pro nezaplacení členských poplatků. Uvedla, že nevidí důvod, aby v hnutí nadále působila.

## Osobní život
Adriana Krnáčová je rozvedená. Má tři děti, syny Martina a Jakuba a nejmladší dceru Karolínu.
V roce 2020 uvedla, že jí byla diagnostikována rakovina prsu. O svém přístupu k nemoci napsala knihu 21 dní.

## Dílo
- 21 dní, Universum, 2022, ISBN 978-80-242-8251-0